# 白十字堂
白十字堂（はくじゅうじどう）は、大正から昭和にかけて東京の各所に支店を展開した喫茶・洋菓子店。

## 歴史
アメリカで近代式経営法を体得し、かつ広告学を修めた田口善一が、同じくアメリカ帰りの職人を雇って1919年（大正8年）東京市本郷東片町に創業した。当初は洋生菓子などの製造卸のみであったが、赤字が続いたため4年目から喫茶区画を併設した小売店を神田三崎町に開いた。広告学を応用した明るく綺麗な店舗には、まず西洋人が来店し始め、その後日本人にも客層が広がっていった。関東大震災後、東京の復興とともに加速した西洋化の波に乗って繁盛し、1930年（昭和5年）には帝大正門前（本郷区）の本店を筆頭に、小石川駕籠町、神楽坂、浅草、日本橋、神田、四谷塩町、新宿三丁目に直営店を構え、ほかにも田口の友人が任されていた店舗が4つあった。
店名の「白十字」は、一度聞けば絶対に忘れず、かつ好感をもって受け取られるとのことで名付けられたもので、また暗に創業者田口の出身地である薩摩（島津家家紋）を象徴している。